# Campeonato Mundial de Natação em Piscina Curta de 2022 - 100 m costas feminino
A prova dos 100 metros nado costas feminino do Campeonato Mundial de Natação em Piscina Curta de 2022 foi disputada entre os dias 13 e 14 de dezembro de 2022, no Melbourne Sports and Aquatics Centre, em Melbourne, na Austrália.

## Recordes
Antes desta competição, os recordes mundiais e do campeonato nesta prova eram os seguintes:
|                       | Nome           | Nacionalidade | Tempo | Local     | Data                   |
| --------------------- | -------------- | ------------- | ----- | --------- | ---------------------- |
| Recorde mundial       | Minna Atherton | Austrália     | 54.89 | Budapeste | 26 de novembro de 2021 |
| Recorde do campeonato | Katinka Hosszú | Hungria       | 55.03 | Doha      | 4 de dezembro de 2014  |

## Medalhistas
| Ouro                 | Prata                    | Bronze                                  |
| Kaylee McKeown (AUS) | Mollie O'Callaghan (AUS) | Claire Curzan (USA) · Ingrid Wilm (CAN) |

## Cronograma
Todos os horários são locais (UTC+11). 
| Data           | Hora  | Evento        |
| -------------- | ----- | ------------- |
| 13 de dezembro | 11:28 | Eliminatórias |
| 13 de dezembro | 20:27 | Semifinal     |
| 14 de dezembro | 20:25 | Final         |

## Resultados

### Eliminatórias
As eliminatórias ocorreram no dia 13 de dezembro com início às 11:28.
| Colocação | Bateria | Raia | Nadadora                    | Nacionalidade          | Tempo   | Notas            |
| --------- | ------- | ---- | --------------------------- | ---------------------- | ------- | ---------------- |
| 1         | 6       | 4    | Louise Hansson              | Suécia                 | 56.04   | Q                |
| 2         | 6       | 5    | Ingrid Wilm                 | Canadá                 | 56.15   | Q                |
| 3         | 6       | 3    | Mollie O'Callaghan          | Austrália              | 56.35   | Q                |
| 4         | 5       | 7    | Hanna Rosvall               | Suécia                 | 56.57   | Q                |
| 5         | 4       | 4    | Kira Toussaint              | Países Baixos          | 56.62   | Q                |
| 6         | 4       | 3    | Simona Kubová               | Chéquia                | 56.76   | Q                |
| 7         | 4       | 8    | Isabelle Stadden            | Estados Unidos         | 56.85   | Q                |
| 8         | 4       | 2    | Pauline Mahieu              | França                 | 56.88   | Q                |
| 9         | 5       | 1    | Claire Curzan               | Estados Unidos         | 56.90   | Q                |
| 10        | 4       | 5    | Maaike de Waard             | Países Baixos          | 57.01   | Q                |
| 10        | 5       | 4    | Kylie Masse                 | Canadá                 | 57.01   | Q                |
| 12        | 5       | 5    | Kaylee McKeown              | Austrália              | 57.11   | Q                |
| 13        | 6       | 2    | Wan Letian                  | China                  | 57.49   | Q                |
| 14        | 3       | 6    | Medi Harris                 | Reino Unido            | 57.51   | Q                |
| 14        | 6       | 1    | Sayaka Akase                | Japão                  | 57.51   | Q                |
| 16        | 6       | 6    | Silvia Scalia               | Itália                 | 57.54   | Q                |
| 17        | 4       | 6    | Peng Xuwei                  | China                  | 57.67   |                  |
| 18        | 5       | 6    | Rio Shirai                  | Japão                  | 57.71   |                  |
| 19        | 6       | 7    | Margherita Panziera         | Itália                 | 57.72   |                  |
| 20        | 4       | 7    | Adela Piskorska             | Polónia                | 57.74   |                  |
| 21        | 3       | 8    | Kim San-ha                  | Coreia do Sul          | 58.02   | Recorde nacional |
| 22        | 5       | 8    | África Zamorano             | Espanha                | 58.28   |                  |
| 23        | 5       | 2    | Ingeborg Løyning            | Noruega                | 58.49   |                  |
| 24        | 5       | 3    | Analia Pigrée               | França                 | 58.50   |                  |
| 25        | 3       | 5    | Hazel Ouwehand              | Nova Zelândia          | 58.56   |                  |
| 26        | 2       | 6    | Miranda Grana               | México                 | 58.80   |                  |
| 27        | 3       | 3    | Andrea Berrino              | Argentina              | 58.85   |                  |
| 28        | 6       | 8    | Stephanie Au                | Hong Kong              | 59.05   |                  |
| 29        | 4       | 1    | Caroline Pilhatsch          | Áustria                | 59.71   |                  |
| 30        | 3       | 2    | Gabriela Georgieva          | Bulgária               | 59.84   |                  |
| 31        | 3       | 4    | Chloe Isleta                | Filipinas              | 1:00.25 |                  |
| 32        | 2       | 8    | Abril Aunchayna             | Uruguai                | 1:01.07 |                  |
| 33        | 3       | 1    | Celina Márquez              | El Salvador            | 1:01.08 |                  |
| 34        | 2       | 5    | Tatiana Salcutan            | Moldávia               | 1:01.16 |                  |
| 35        | 2       | 3    | Elizabeth Jiménez           | República Dominicana   | 1:01.44 |                  |
| 36        | 3       | 7    | Milla Drakopoulos           | África do Sul          | 1:01.52 |                  |
| 37        | 2       | 4    | Donata Katai                | Zimbabwe               | 1:01.85 |                  |
| 38        | 2       | 2    | Amani Al-Obaidli            | Bahrein                | 1:03.37 |                  |
| 39        | 2       | 7    | Anishta Teeluck             | Ilhas Maurícias        | 1:03.44 |                  |
| 40        | 1       | 2    | Cheang Weng Lam             | Macau                  | 1:04.74 |                  |
| 41        | 1       | 5    | Enkh-Amgalangiin Ariuntamir | Mongólia               | 1:04.98 | Recorde nacional |
| 42        | 1       | 4    | Salome Nikolaishvili        | Geórgia                | 1:07.03 |                  |
| 43        | 1       | 1    | Idealy Tendrinavalona       | Madagáscar             | 1:08.30 |                  |
| 44        | 1       | 6    | Naya Hughes                 | Botswana               | 1:09.68 |                  |
| 45        | 1       | 3    | Aishath Sausan              | Maldivas               | 1:14.05 |                  |
| 46        | 1       | 8    | Shoko Litulumar             | Marianas Setentrionais | 1:14.72 |                  |
| 47        | 1       | 7    | Raya Young                  | Essuatíni              | 1:18.68 |                  |
| 48        | 2       | 1    | Ganga Senavirathne          | Sri Lanka              | DNS     | DNS              |

### Semifinal
A semifinal ocorreu no dia 13 de dezembro com início às 20:27.
| Colocação | Bateria | Raia | Nadadora           | Nacionalidade  | Tempo | Notas |
| --------- | ------- | ---- | ------------------ | -------------- | ----- | ----- |
| 1         | 2       | 5    | Mollie O'Callaghan | Austrália      | 55.80 | Q     |
| 2         | 1       | 4    | Ingrid Wilm        | Canadá         | 55.92 | Q     |
| 3         | 2       | 2    | Claire Curzan      | Estados Unidos | 56.08 | Q     |
| 3         | 2       | 4    | Louise Hansson     | Suécia         | 56.08 | Q     |
| 5         | 2       | 7    | Kylie Masse        | Canadá         | 56.13 | Q     |
| 6         | 1       | 7    | Kaylee McKeown     | Austrália      | 56.35 | Q     |
| 7         | 2       | 6    | Isabelle Stadden   | Estados Unidos | 56.45 | Q     |
| 8         | 2       | 3    | Kira Toussaint     | Países Baixos  | 56.54 | Q     |
| 9         | 1       | 5    | Hanna Rosvall      | Suécia         | 56.59 |       |
| 10        | 1       | 2    | Maaike de Waard    | Países Baixos  | 56.78 |       |
| 11        | 1       | 3    | Simona Kubová      | Chéquia        | 56.80 |       |
| 12        | 1       | 1    | Medi Harris        | Reino Unido    | 57.40 |       |
| 13        | 1       | 6    | Pauline Mahieu     | França         | 57.43 |       |
| 14        | 2       | 1    | Wan Letian         | China          | 57.59 |       |
| 15        | 2       | 8    | Sayaka Akase       | Japão          | 57.65 |       |
| 16        | 1       | 8    | Silvia Scalia      | Itália         | 58.02 |       |

### Final
A final foi realizada no dia 14 de dezembro com início às 20:25.
| Colocação         | Raia | Nadadora           | Nacionalidade  | Tempo | Notas |
| ----------------- | ---- | ------------------ | -------------- | ----- | ----- |
| Medalha de ouro   | 7    | Kaylee McKeown     | Austrália      | 55.49 |       |
| Medalha de prata  | 4    | Mollie O'Callaghan | Austrália      | 55.62 |       |
| Medalha de bronze | 3    | Claire Curzan      | Estados Unidos | 55.74 |       |
| Medalha de bronze | 5    | Ingrid Wilm        | Canadá         | 55.74 |       |
| 5                 | 6    | Louise Hansson     | Suécia         | 55.89 |       |
| 6                 | 2    | Kylie Masse        | Canadá         | 56.18 |       |
| 7                 | 8    | Kira Toussaint     | Países Baixos  | 56.41 |       |
| 8                 | 1    | Isabelle Stadden   | Estados Unidos | 57.20 |       |

Legenda
| Recorde mundial       | Recorde mundial (World record)               |                       | Recorde africano                      | Recorde africano (African) |                                           | Q | Classificado por posição (Qualified) |
| Recorde do campeonato | Recorde do campeonato (Championship record)  | Recorde da América    | Recorde da América (Americas)         | q                          | Classificado por melhor tempo (Qualified) |   |                                      |
| Melhor marca do ano   | Melhor marca do ano (World leading)          | Recorde asiático      | Recorde asiático (Asian)              | DNS                        | Não largou (Did not start)                |   |                                      |
| Recorde nacional      | Recorde nacional (National record)           | Recorde europeu       | Recorde europeu (European)            | DNF                        | Não terminou (Did not finish)             |   |                                      |
| Recorde pessoal       | Recorde pessoal do atleta (Personal best)    | Recorde da Oceania    | Recorde da Oceania (Oceania)          | DSQ / DQ                   | Desclassificado (Disqualified)            |   |                                      |
| Recorde da temporada  | Recorde da temporada do atleta (Season best) | Recorde sul-americano | Recorde sul-americano (South America) | NM                         | Sem marca (No mark)                       |   |                                      |